# ADPRHL2
Poly(ADP-ribose) glycohydrolase ARH3 là enzyme ở người được mã hóa bởi gene ADPRHL2.